# Saharin
Saharin je veštački zaslađivač. Ova bazna supstanca, benzoinski sulfilimin, efektivno ne sadrži prehrambenu energiju i mnogo je slađa od saharoze, ali ima gorak ukus pri većim koncentracijama. On se koristi za zaslađivanje proizvoda kao što su pića, bombone, kolači, lekovi, i pasta za zube.

## Osobine
Saharin je nestabilan pri zagrevanju, ali ne reaguje sa drugim sastojcima hrane. On je postojan pri skladištenju. Smeše saharina sa drugim zaslađivačima se često koriste za kompenzovanje slabosti pojedinačnih zaslađivača. 10:1 ciklamat:saharin smeša se često koristi u zemljama gde je upotreba tih zaslađivača dozvoljena. U toj smeši, pojedinačni zaslađivači maskiraju nepoželjni ukus druge komponente. Saharin se često koristi zajedno sa aspartamom u dijetskim gaziranim pićima, tako da se deo slatkog ukusa zadrži u slučaju da se proizvod koristi nakon relativno kratkog vremena trajanja aspartama.
Saharin se smatra važnim otkrićem, posebno za dijabetičare, jer on prolazi direktno kroz ljudski probavni sistem bez varenja. Mada saharin nije prehrambeni izvor energije, on može da podstakne otpuštanje insulina kod ljudi i pacova, verovatno usled njegovog ukusa, što je slučaj i sa drugim zaslađivačima, npr. aspartam.
U svojoj kiseloj formi, saharin nije rastvoran u vodi. Oblik koji se koristi u zaslađivačima obično je natrijumska so. Kalcijumska so se takođe nekad koristi, posebno od strane osoba koje žele da umanje unos natrijuma. Obe soli su veoma rastvorne u vodi: 0,67 grama po mililitru vode na sobnoj temperaturi.
U Kraljevini Jugoslaviji se dosta krijumčario saharin, što je primetno uticalo na potrošnju šećera, tako da je u januaru 1937. doneta uredba o suzbijanju krijumčarenja veštačkih sladila, pa je upotreba šećera skočila. U aprilu te godine je čak priređeno prosipanje zaplenjenog saharina u Savu.

## Hemija
Saharin se može formirati na različite načine. Originalni način dobijanja počinje od toluena. Jedan drugi način počinje sa o-hlorotoluenom. Sulfonacija hlorosulfonskom kiselinom daje orto i para suostituisane hlorosulfone. Ortho izomer se odvaja i konvertuje do sulfonamida upotrebom amonijaka. Oksidacija metil supstituenta daje karboksilnu kiselinu, koja se ciklizuje i daje slobodnu saharinsku kiselinu:
Jedna poboljšana sinteza je razvijena 1950. U njoj, antranilna kiselina sukcesivno reaguje sa azotastom kiselinom (iz natrijum nitrita i hlorovodonične kiselina), sumpor dioksidom, hlorom, i zatim amonijakom da bi se formirao saharin:
Slobodna kiselina saharina ima nizak  od oko 2 (kiseli vodonik je vezan za azot). Saharin se može koristiti za pripremu ekskluzivno disupstituisanih amina iz alkil halida putem Gabrielove sinteze.